# Faro de Punta de Tarifa
El faro de Punta de Tarifa es un faro de primer orden ubicado en Tarifa (Cádiz, España) y situado en el extremo sur de la Isla de Las Palomas.

## Origen
El faro fue originalmente una torre almenara del sistema de torres de vigilancia costera, diseñado por Felipe II para alertar de la llegada de piratas berberiscos. Posteriormente, en el siglo XVIII se reconvirtió en faro. Hay un documento gráfico de este faro que data de 1826. Es un plano de la costa en cuya leyenda se indica: Fanal giratorio y torre de Tarifa. Debió de construirse en la segunda mitad del siglo XVIII, como el primitivo de Cádiz, con el que tiene evidente analogía en su diseño.
En 1993 se automatizó su funcionamiento y dejó de necesitar farero.

## Estructura
Es una torre troncocónica de sillería encalada, que mide 43,8 metros de alto sobre el nivel del mar y 33 metros sobre el terreno.

## Futuro
En 2020 se aprueba la construcción en los edificios anexos de un "Punto de Atención a Visitantes y Centro de Interpretación de la Isla de las Palomas".